# الغرس (الحصن)
الغرس هي إحدى قرى عزلة اليمانية العليا بمديرية الحصن التابعة لمحافظة صنعاء، بلغ تعداد سكانها 688 نسمة حسب تعداد اليمن لعام 2004. وهي من القبايل ذات النسب العريق 

## روابط خارجية
- World Gazetteer:Yemen
- الجهاز المركزي للإحصاء بالجمهورية اليمنية
- المركز الوطني للمعلومات باليمن